# Алиабади, Ширин
Ширин Алиабади (перс. شیرین علی‌آبادی‎, 10 марта 1973; Тегеран, Иран — 1 октября 2018; там же) — иранская современная художница, работавшая с различными видами изобразительного искусства. Тематики её работ были сосредоточена вокруг проблем женщин, гендерного неравенства и индустрии красоты. Наиболее известна Ширин Алиабади изображением бунтарских иранских девушек в автомобилях и серией фотографий «Miss Hybrid». 

## Биография
Ширин Алиабади родилась в Тегеране, столице Ирана, в 1973 году в семье Майманат и Ираджа Алиабади. Её мать, Майманат, была художницей и преподавала в Тегеранском университете. Её отец, Ирадж, был поэтом и работал в страховой компании. У неё также был старший брат, который обучал её искусству, музыке и поп-культуре. Ширин росла в окружении художников и интеллектуалов, а уровень жизни её семьи был высоким вплоть до Исламской революции 1979 года. После неё её родители потеряли работу, но все же смогли отправить дочь учиться в Париж. Алиабади изучала историю искусств в Парижском университете, где также получила степень магистра в области истории искусств.
Алиабади вышла замуж за Фархада Мошири, иранского художника, в 1993 году. Она разрывалась между Парижем и Тегераном на протяжении большей части своей карьеры, но преимущественно жила в Тегеране, где представляла Галерею третьей линии (Дубай) на протяжении более десяти лет. 
Работы Ширин Алиабади демонстрировались на её персональных выставках в Дубае, Тегеране, Лондоне, Швейцарии и Дании, а также на групповых выставках в Институте культуры ислама в Париже, Галерее современного искусства в Глазго, Нью-Йорке, Художественном музее Челси в Нью-Йорке, Монако, Рио-де-Жанейро, Копенгагене, Италии, Норвегии, Эстонии, Германии, Швейцарии и Испании. Её произведения хранятся в коллекциях Deutsche Bank AG в Германии, Бристольском городском музее и художественной галерее и Коллекции Фарджам в Дубае. 
Ширин Алиабади умерла от рака 1 октября 2018 года в Тегеране. 

## Работы
Искусство Алиабади, включающее в себя фотографии и рисунки, исследует конкурирующее воздействие на городских иранских девушек традиционных ценностей, религиозных ограничений и глобализованной западной культуры.
Алиабади получила известность за свою фотографическую серию «Девушки в автомобилях» (2005), посвящённую изображениям женщин, разъезжающих на автомобилях и подготовившихся к вечеринкам. В статье для «Deutsche Bank» в 2013 году Алиабади рассказывала, что однажды в выходные застряла в пробке в довольно шикарной части Тегерана, где проходила выставка её работ. Она оказалась в окружении красивых девушек, сделавших макияж для походов на вечеринки или просто разъезжающих на своих машинах. Алиабади подумала о том, что образ иранской женщины, скованной традицией и хиджабом, там совсем не был близок к реальности. Она отмечала, что девушки слушали музыку, болтали друг с другом между машинами, строили глазки и разговаривали с парнями в других машинах, и хотя они уважали законы, но это не мешало им веселиться. Это противоречие между тяжёлыми ограничениями, наложенными иранскими законами, и молодыми женщинами, развлекающимися, увлекающимися модой и аксессуарами в западном стиле, стало отличительной особенностью творчества Алиабади. Также, в ее серии « Мисс Гибрид» (2008) молодые иранские женщины изображаются довольно нетрадиционно.